# Cryptochironomus macropdus
Cryptochironomus macropdus är en tvåvingeart som först beskrevs av Lyakhov 1941.  Cryptochironomus macropdus ingår i släktet Cryptochironomus och familjen fjädermyggor. Inga underarter finns listade i Catalogue of Life.